# Drosera graniticola
Drosera graniticola ist eine fleischfressende Pflanze aus der Gattung der Sonnentaue (Drosera) und wurde 1982 von Neville Marchant erstbeschrieben.

## Beschreibung
Drosera graniticola ist eine zarte, aufrechte, graugrüne, unbehaarte und bis zu 20 cm hohe Pflanze. Sie wird im Alter teilweise rot und besitzt solitäre und paarige Fangblätter entlang der Sprossachse. In der Blühphase wir an den paarigen Fangblättern ein weiteres Blatt gebildet. Außerdem ist der untere Teil der Sprossachse mit einigen pfriemförmigen Tragblättern besetzt. Der obere Teil der Pflanze verzweigt sich in ein oder zwei Äste mit einzelnen oder gruppierten Blättern
Die Blattspreiten sind sichelförmig, 2 mm lang und 2 mm breit und zeigen nach außen. Längere Tentakeldrüsen befinden sich entlang des leicht konkaven Randes. Kleinere Tentakeldrüsen im Inneren. Die Blattstiele sind abgeflacht rund, 10 mm lang und leicht spitz zulaufend. Die seitlichen Blattstiele sind, falls vorhanden, 7 mm lang.
Blütezeit ist von August bis Dezember. Der traubenartige Blütenstand sitzt an der Spitze der Pflanze sowie an den Seitenästen und besteht aus bis zu 10 weißen Blüten an 5 bis 10 mm langen, unbehaarten Blütenstielen. Die Kelchblätter sind grün, breit eiförmig-elliptisch, 1,5 mm lang und 1,5 mm breit. Die oberen Ränder und die Spitzen sind unregelmäßig gezähnt. Die Oberfläche ist mit winzigen rotbraunen Klecksen übersät und besitzt manchmal einige stiellose Drüsen. Der Rest ist unbehaart. Die Kronblätter sind länglich, 5 mm lang und 3 mm breit mit leicht gekerbten Spitzen. Die 5 Staubblätter sind 2 mm lang, die Staubfäden sind weiß, die Staubbeutel weiß mit zahlreichen roten Punkten und der Pollen ist gelb. Der Fruchtknoten ist grün, schwarz gepunktet, kreiselförmig, 1 mm im Durchmesser und 1 mm lang. Die drei, selten vier Griffel sind an der Basis weiß, in Richtung spitze rosa, 1 mm lang und annähernd horizontal. An der oberen Hälfte sind sie in wenige, abgeflacht runde Segmente geteilt. Die Narben sind weiß und befinden sich an jedem Griffelsegment. 
Die Knolle ist weiß, rund, hat einen Durchmesser von rund 7 mm und ist in eine geraute, papierartige Blattscheide gehüllt. Sie befindet sich an einem 15 cm langen, vertikalen Ausläufer. Wie alle sogenannten „Knollendrosera“ zieht sie sich zu Zeiten hoher Temperaturen und relativer Trockenheit in diese Knolle zurück und überdauert unterirdisch.

Verbreitung von Drosera graniticola in Australien

## Verbreitung, Habitat und Status
Die Art ist endemisch im Gebiet südöstlich von Hyden im Südwesten Australiens. Sie gedeiht dort bei Tümpeln, in und an Granitaufschlüssen auf grobkörnigen Lehmböden.

## Systematik
Drosera graniticola gehört zur Untergattung Ergaleium, Sektion Ergaleium, also zu den kletternden Knollendrosera.